# Olympische Sommerspiele 2020/Kanu – Einer-Kajak 200 m (Männer)
Das Kanu-Rennen der Männer mit dem Einer-Kajak über 200 m bei Olympischen Spielen 2020 wurde vom 4. bis 5. August 2021 auf dem Sea Forest Waterway ausgetragen.

## Titelträger
| Olympiasieger | Liam Heath | Rio de Janeiro 2016 |
| Weltmeister   | Liam Heath | Szeged 2019         |

## Ergebnisse

### Vorlauf

#### Lauf 1
| Platz | Kanute                   | Nation     | Zeit     | Bemerkung     |
| ----- | ------------------------ | ---------- | -------- | ------------- |
| 1     | Petter Menning           | Schweden   | 34,698 s | Halbfinale    |
| 2     | Saúl Craviotto           | Spanien    | 35,002 s | Halbfinale    |
| 3     | Jewgeni Lukanzow         | ROC        | 35,157 s | Viertelfinale |
| 4     | Kohl Horton              | Cookinseln | 40,061 s | Viertelfinale |
| 5     | Rudolph Berking-Williams | Samoa      | 42,083 s | Viertelfinale |

#### Lauf 2
| Platz | Kanute           | Nation         | Zeit     | Bemerkung     |
| ----- | ---------------- | -------------- | -------- | ------------- |
| 1     | Kolos Csizmadia  | Ungarn         | 34,442 s | Halbfinale    |
| 2     | Carlos Arévalo   | Spanien        | 34,452 s | Halbfinale    |
| 3     | Liam Heath       | Großbritannien | 34,582 s | Viertelfinale |
| 4     | Nicholas Matveev | Kanada         | 36,190 s | Viertelfinale |
| 5     | Momen Mahran     | Ägypten        | 38,850 s | Viertelfinale |

#### Lauf 3
| Platz | Kanute              | Nation   | Zeit     | Bemerkung     |
| ----- | ------------------- | -------- | -------- | ------------- |
| 1     | Sándor Tótka        | Ungarn   | 35,070 s | Halbfinale    |
| 2     | Roberts Akmens      | Lettland | 35,448 s | Halbfinale    |
| 3     | Cho Gwang-hee       | Südkorea | 35,738 s | Viertelfinale |
| 4     | Mark de Jonge       | Kanada   | 36,110 s | Viertelfinale |
| 4     | Momotarō Matsushita | Japan    | 36,110 s | Viertelfinale |

#### Lauf 4
| Platz | Kanute          | Nation     | Zeit     | Bemerkung     |
| ----- | --------------- | ---------- | -------- | ------------- |
| 1     | Manfredi Rizza  | Italien    | 34,867 s | Halbfinale    |
| 2     | Maxime Beaumont | Frankreich | 35,259 s | Halbfinale    |
| 3     | Oleg Gussew     | ROC        | 35,928 s | Viertelfinale |
| 4     | Yang Xiaoxu     | China      | 36,561 s | Viertelfinale |
| 5     | Bojan Zdelar    | Serbien    | 37,092 s | Viertelfinale |

#### Lauf 5
| Platz | Kanute               | Nation      | Zeit     | Bemerkung     |
| ----- | -------------------- | ----------- | -------- | ------------- |
| 1     | Strahinja Stefanović | Serbien     | 34,996 s | Halbfinale    |
| 2     | Rubén Rézola         | Argentinien | 35,059 s | Halbfinale    |
| 3     | Mindaugas Maldonis   | Litauen     | 35,650 s | Viertelfinale |
| 4     | Tuva’a Clifton       | Samoa       | 38,363 s | Viertelfinale |
| 5     | Amado Cruz           | Belize      | 39,645 s | Viertelfinale |

### Viertelfinale

#### Lauf 1
| Platz | Kanute              | Nation     | Zeit     | Bemerkung  |
| ----- | ------------------- | ---------- | -------- | ---------- |
| 1     | Mindaugas Maldonis  | Litauen    | 35,466 s | Halbfinale |
| 2     | Momotarō Matsushita | Japan      | 35,540 s | Halbfinale |
| 3     | Yang Xiaoxu         | China      | 35,852 s |            |
| 4     | Momen Mahran        | Ägypten    | 37,836 s |            |
|       | Kohl Horton         | Cookinseln | DNF      |            |

#### Lauf 2
| Platz | Kanute                   | Nation         | Zeit     | Bemerkung  |
| ----- | ------------------------ | -------------- | -------- | ---------- |
| 1     | Liam Heath               | Großbritannien | 33,985 s | Halbfinale |
| 2     | Jewgeni Lukanzow         | ROC            | 35,184 s | Halbfinale |
| 3     | Mark de Jonge            | Kanada         | 35,462 s |            |
| 4     | Bojan Zdelar             | Serbien        | 36,531 s |            |
| 5     | Rudolph Berking-Williams | Samoa          | 41,950 s |            |

#### Lauf 3
| Platz | Kanute           | Nation   | Zeit     | Bemerkung  |
| ----- | ---------------- | -------- | -------- | ---------- |
| 1     | Cho Gwang-hee    | Südkorea | 35,048 s | Halbfinale |
| 2     | Nicholas Matveev | Kanada   | 35,181 s | Halbfinale |
| 3     | Oleg Gussew      | ROC      | 35,581 s |            |
| 4     | Tuva’a Clifton   | Samoa    | 38,287 s |            |
| 5     | Amado Cruz       | Belize   | 39,333 s |            |

### Halbfinale

#### Lauf 1
| Platz | Kanute               | Nation         | Zeit     | Bemerkung |
| ----- | -------------------- | -------------- | -------- | --------- |
| 1     | Kolos Csizmadia      | Ungarn         | 35,099 s | A-Finale  |
| 2     | Liam Heath           | Großbritannien | 35,108 s | A-Finale  |
| 3     | Petter Menning       | Schweden       | 35,149 s | A-Finale  |
| 4     | Roberts Akmens       | Lettland       | 35,688 s | A-Finale  |
| 5     | Strahinja Stefanović | Serbien        | 35,855 s | B-Finale  |
| 6     | Maxime Beaumont      | Frankreich     | 36,072 s | B-Finale  |
| 7     | Nicholas Matveev     | Kanada         | 36,584 s | B-Finale  |
| 8     | Momotarō Matsushita  | Japan          | 37,096 s | B-Finale  |

#### Lauf 2
| Platz | Kanute             | Nation      | Zeit     | Bemerkung |
| ----- | ------------------ | ----------- | -------- | --------- |
| 1     | Sándor Tótka       | Ungarn      | 35,114 s | A-Finale  |
| 2     | Manfredi Rizza     | Italien     | 35,171 s | A-Finale  |
| 3     | Carlos Arévalo     | Spanien     | 35,207 s | A-Finale  |
| 4     | Saúl Craviotto     | Spanien     | 35,934 s | A-Finale  |
| 5     | Jewgeni Lukanzow   | ROC         | 36,036 s | B-Finale  |
| 6     | Cho Gwang-hee      | Südkorea    | 36,094 s | B-Finale  |
| 7     | Rubén Rézola       | Argentinien | 36,552 s | B-Finale  |
| 8     | Mindaugas Maldonis | Litauen     | 36,637 s | B-Finale  |

### Finale

#### B-Finale
Anmerkung: Gefahren wurde hier um die Plätze neun bis sechzehn, das heißt, der Sieger des B-Finales Maxime Beaumont wurde insgesamt Neunter usw.
| Platz | Kanute               | Nation      | Zeit     | Bemerkung |
| ----- | -------------------- | ----------- | -------- | --------- |
| 1     | Maxime Beaumont      | Frankreich  | 35,998 s |           |
| 2     | Mindaugas Maldonis   | Litauen     | 36,257 s |           |
| 3     | Strahinja Stefanović | Serbien     | 36,329 s |           |
| 4     | Jewgeni Lukanzow     | ROC         | 36,369 s |           |
| 5     | Cho Gwang-hee        | Südkorea    | 36,440 s |           |
| 6     | Nicholas Matveev     | Kanada      | 36,625 s |           |
| 7     | Rubén Rézola         | Argentinien | 36,775 s |           |
| 8     | Momotarō Matsushita  | Japan       | 37,250 s |           |

#### A-Finale
| Platz | Kanute          | Nation         | Zeit     | Bemerkung |
| ----- | --------------- | -------------- | -------- | --------- |
| 1     | Sándor Tótka    | Ungarn         | 35,035 s |           |
| 2     | Manfredi Rizza  | Italien        | 35,080 s |           |
| 3     | Liam Heath      | Großbritannien | 35,202 s |           |
| 4     | Kolos Csizmadia | Ungarn         | 35,317 s |           |
| 5     | Carlos Arévalo  | Spanien        | 35,391 s |           |
| 6     | Petter Menning  | Schweden       | 35,562 s |           |
| 7     | Saúl Craviotto  | Spanien        | 35,568 s |           |
| 8     | Roberts Akmens  | Lettland       | 36,014 s |           |